# Xã Elizabeth, Quận Lancaster, Pennsylvania
Xã Elizabeth (tiếng Anh: Elizabeth Township) là một xã thuộc quận Lancaster, tiểu bang Pennsylvania, Hoa Kỳ. Năm 2010, dân số của xã này là 3.886 người.